# Пайн (Аризона)
Пайн (англ. Pine) — переписна місцевість (CDP) в США, в окрузі Гіла штату Аризона. Населення — 1953 особи (2020).

## Географія
Пайн розташований за координатами 34°22′54″ пн. ш. 111°27′44″ зх. д. / 34.38167° пн. ш. 111.46222° зх. д. (34.381697, -111.462153).  За даними Бюро перепису населення США в 2010 році переписна місцевість мала площу 83,97 км², з яких 83,95 км² — суходіл та 0,02 км² — водойми.

## Демографія
Згідно з переписом 2010 року, у переписній місцевості мешкали 1963 особи в 994 домогосподарствах у складі 635 родин. Густота населення становила 23 особи/км².  Було 2588 помешкань (31/км²).
Расовий склад населення:
| - 97,2 % — білих - 0,5 % — корінних американців - 0,4 % — вихідців з тихоокеанських островів - 0,4 % — азіатів - 0,2 % — чорних або афроамериканців |

До двох чи більше рас належало 1,0 %. Частка іспаномовних становила 2,6 % від усіх жителів.
За віковим діапазоном населення розподілялося таким чином: 10,1 % — особи молодші 18 років, 57,0 % — особи у віці 18—64 років, 32,9 % — особи у віці 65 років та старші. Медіана віку мешканця становила 59,2 року. На 100 осіб жіночої статі у переписній місцевості припадало 100,5 чоловіків;  на 100 жінок у віці від 18 років та старших — 97,2 чоловіків також старших 18 років.
Середній дохід на одне домашнє господарство  становив 64 360 доларів США (медіана — 62 550), а середній дохід на одну сім'ю — 70 302 долари (медіана — 65 647). За межею бідності перебувало 5,9 % осіб, у тому числі 0,0 % дітей у віці до 18 років та 5,7 % осіб у віці 65 років та старших.
Цивільне працевлаштоване населення становило 409 осіб. Основні галузі зайнятості: роздрібна торгівля — 18,8 %, виробництво — 16,9 %, транспорт — 13,0 %, науковці, спеціалісти, менеджери — 11,7 %.